# Till van Treeck
Till van Treeck (* 21. Dezember 1980 in Krefeld) ist ein deutscher Sozialökonom.

## Leben
Von 2001 bis 2005 absolvierte er ein deutsch-französisches Doppeldiplomstudium der Politikwissenschaften und Volkswirtschaftslehre am Institut d’Etudes Politiques de Lille und an der Westfälischen Wilhelms-Universität Münster (diplômé en Sciences Politiques und Diplom-Sozialwissenschaftler) und von 2005 bis 2006 ein Studium der Volkswirtschaftslehre an der Leeds University Business School (MA Economics). Von 2007 bis 2009 hatte er ein Promotionsstipendium am Institut für Makroökonomie und Konjunkturforschung (IMK) in der Hans-Böckler-Stiftung. Nach der Promotion in Volkswirtschaftslehre (Dr. rer. pol.) an der Universität Oldenburg war er von 2009 bis 2013 Referatsleiter für Allgemeine Wirtschaftspolitik am Institut für Makroökonomie und Konjunkturforschung (IMK) in der Hans-Böckler-Stiftung. Von 2012 bis 2013 vertrat er die Professur „Sozialökonomie“ an der Universität Duisburg-Essen. Seit 2013 ist er Professor für „Sozialökonomie“ an der Universität Duisburg-Essen. 2021 und 2022 hielt er die Theodor-Heuss-Professur an der New Yorker New School.
Seine Arbeitsgebiete sind Einkommensverteilung aus gesamtwirtschaftlicher Perspektive, deutsche und europäische Wirtschaftspolitik und (Sozio-)Ökonomische Bildung.

## Schriften (Auswahl)
- The macroeconomics of ‘financialisation’. Theoretical and empirical aspects. 2009.
- mit Björn Hacker: Wie einflussreich wird die europäische Governance? Reformierter Stabilitäts- und Wachstumspakt, Europa-2020-Strategie und „Europäisches Semester“. Berlin 2010, ISBN 978-3-86872-556-8.
- mit Jan Behringer und Thomas Theobald: Ungleichheit und makro-ökonomische Instabilität. Eine Bestandsaufnahme. Bonn 2016, ISBN 978-3-95861-508-3.
- mit Jan Behringer: Varieties of capitalism and growth regimes: the role of income distribution. Düsseldorf 2018.